# Klausstein

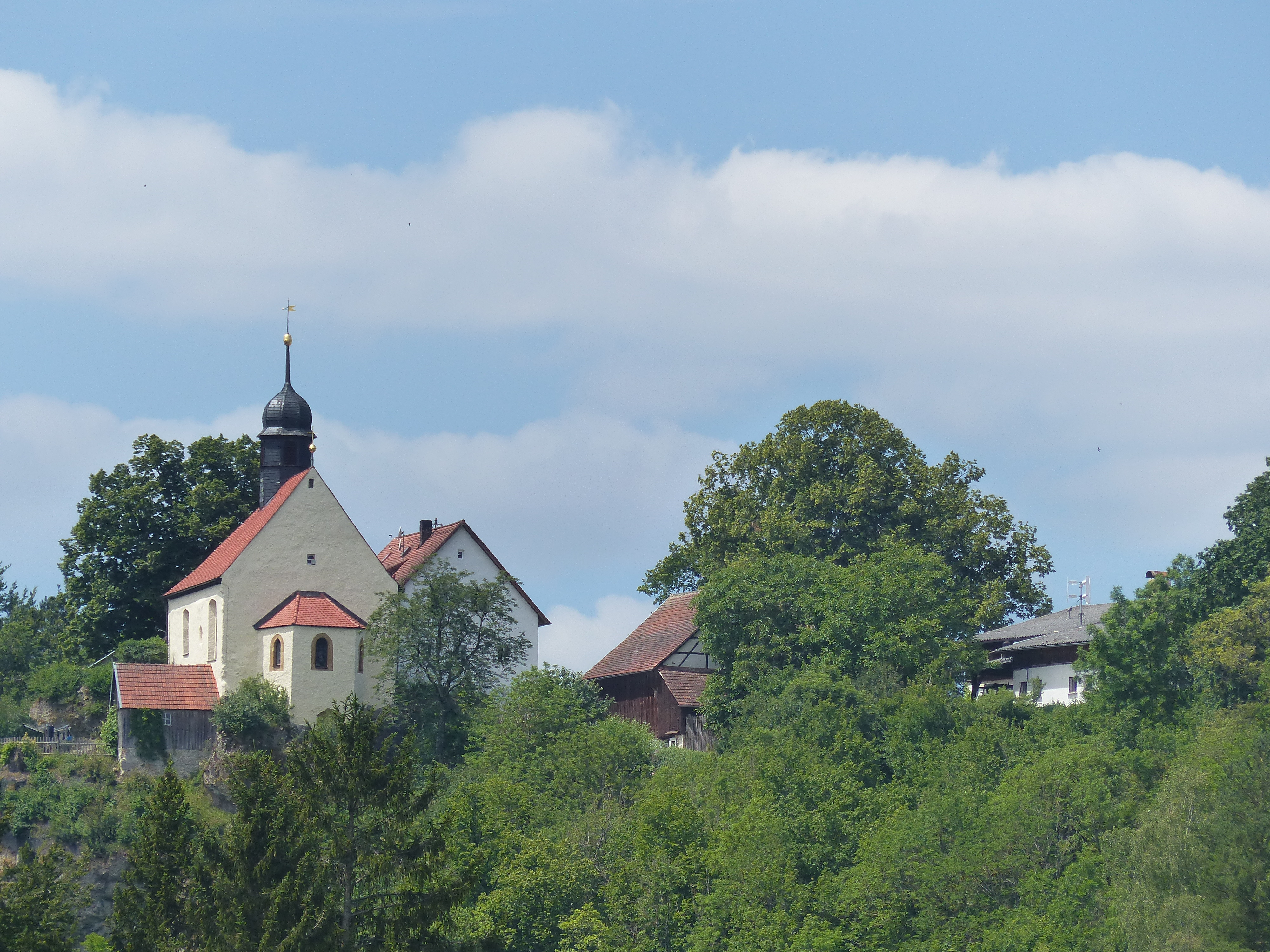
Klausstein, vom Talboden des Ailsbachtales aus gesehen

Klausstein ist ein Gemeindeteil der Gemeinde Ahorntal im Landkreis Bayreuth (Oberfranken, Bayern). Klausstein liegt in der Gemarkung Kirchahorn.

## Geografie
Die Einöde im nordöstlichen Bereich der Fränkischen Schweiz ist etwa zwei Kilometer von dem ostnordöstlich liegenden Ortszentrum von Kirchahorn entfernt.

## Geschichte
Der Ort wurde nach der Burgkapelle benannt, die dem Heiligen Nikolaus geweiht war. Vor 1139 wurde die Kapelle erstmals schriftlich erwähnt.
Bis zum Beginn des 19. Jahrhunderts lag Klausstein in der Dorfmarkung von Kirchahorn, einem Territorium, das der Landeshoheit reichsunmittelbarer Adeliger unterstand. Diese hatten sich in dem zum Fränkischen Ritterkreis gehörenden Ritterkanton Gebürg organisiert, die für die Landeshoheit maßgebliche Dorf- und Gemeindeherrschaft übten die Grafen von Schönborn aus. Die Hochgerichtsbarkeit stand dem zum Hochstift Bamberg gehörenden Amt Waischenfeld als Centamt zu. Als die reichsritterschaftlichen Territorien in der Fränkischen Schweiz infolge des Reichsdeputationshauptschlusses mediatisiert wurden, wurde auch Klausstein unter Bruch der Reichsverfassung am 1. November 1805 vom Kurfürstentum Pfalz-Baiern annektiert. Damit wurde die damalige Einöde ein Bestandteil der bei der „napoleonischen Flurbereinigung“ in Besitz genommenen neubayerischen Gebiete, was erst im Juli 1806 mit der Rheinbundakte nachträglich legalisiert wurde.
Durch die Verwaltungsreformen im Königreich Bayern wurde Klausstein mit dem Zweiten Gemeindeedikt im Jahr 1818 ein Bestandteil der Ruralgemeinde Kirchahorn. Im Zuge der Gebietsreform in Bayern kam diese am 1. Januar 1972 zur neu gebildeten Gemeinde Ahorntal.

## Verkehr
Eine nordöstlich der Einöde von der Kreisstraße BT 34 abzweigende Gemeindeverbindungsstraße führt unmittelbar am nördlichen Ortsrand vorbei und verläuft weiter nach Eichenbirkig bzw. südwärts abzweigend nach Oberailsfeld. Vom ÖPNV wird Klausstein nicht bedient, die nächstgelegene Bushaltestelle befindet sich bei der Schweinsmühle an der Staatsstraße St 2185. Die am schnellsten erreichbaren Bahnhöfe befinden sich in Creußen, Schnabelwaid und Pegnitz. Der nächste Fernbahnhof ist der Hauptbahnhof in Bayreuth.

## Baudenkmäler

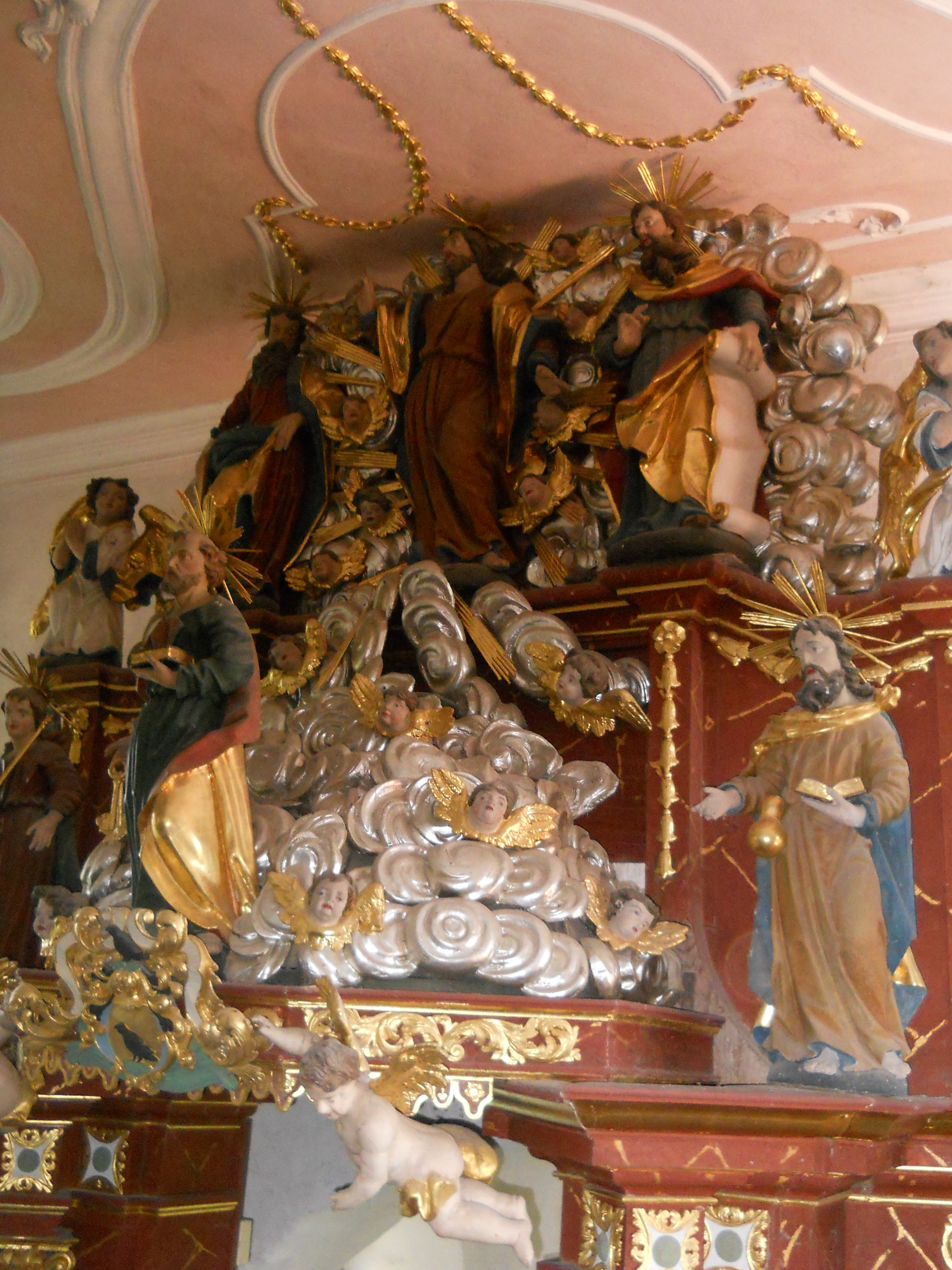
Detailansicht des Kapellenaltars

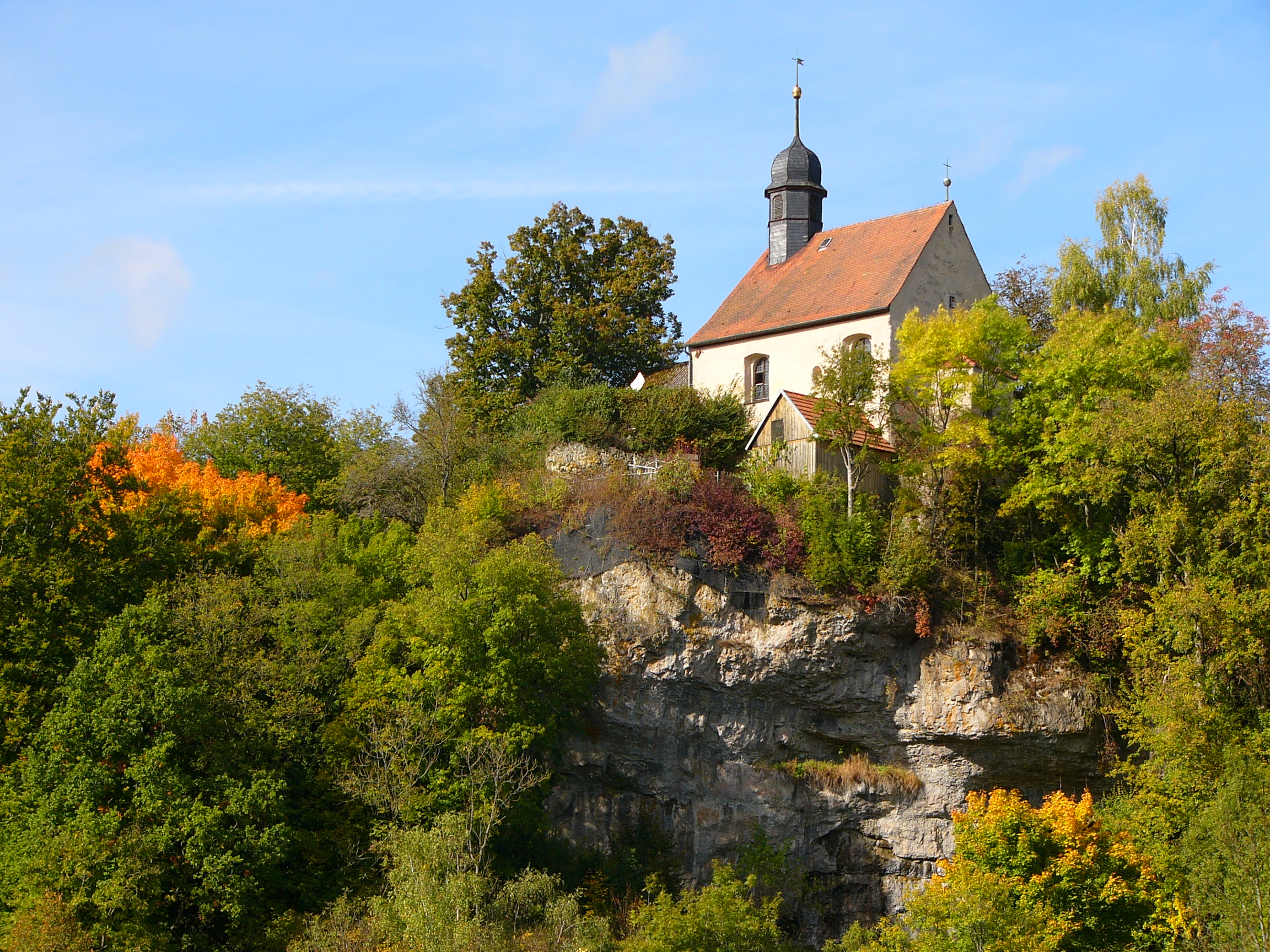
Die Klaussteinkapelle von Südosten her gesehen

In und um Klausstein gibt es zwei denkmalgeschützte Objekte, nämlich einen Bildstock und die Klaussteinkapelle.